# Kadiatu Massaquoi
Kadiatu Massaquoi (Jendema, Sierra Leona, circa 2002) es una activista de derechos humanos sierraleonesa que brega contra el matrimonio infantil forzado. Ha sido víctima de un matrimonio forzado a los 15 años. Participa en el proyecto "The Right to be a Girl" (El derecho a ser una niña) que la ONG Save the Children desarrolla en Sierra Leona.

## Biografía
Kadiatu nació y vive en la aldea de Jendema, en el sur de Sierra Leona, cerca de la frontera con Liberia. Su padre muere cuando tiene 14 años y la familia queda a cargo de su madre quien cuida de los 8 hijos.
A los 14 años quedó embarazada y fue obligada a casarse con su novio de 19 años para "salvar su honor y el de su familia". Tuvo que casarse a pesar de su negativa y abandonar sus estudios, ya que en su país no es bien visto que una joven concurra embarazada a la escuela. Intentó continuar sus estudios aunque no fue apoyada por su familia y tampoco por la legislación de su país hasta que conoció la organización Save de Children, y pudo interiorizarse de sus derechos, realizar estudios de confección y recibir formación sobre salud, planificación familiar, nutrición e higiene.

## Activismo
La joven Kadiatu declaró "perdí mi futuro porque quería seguir con mi educación y no tenía planes de casarme", por ello participa en el proyecto 'The Right to be a Girl' (El derecho a ser una niña) que Save the Children lleva a cabo en Sierra Leona. Debido a la confianza adquirida ahora concientiza a la sociedad sierraleonesa y mundial sobre el casamiento por la fuerza de las hijas menores de edad y el embarazo precoz, recorre las casas informando a los padres sobre los matrimonios forzados y la "quita a sus hijas de la libertad de decidir sobre sus propias vidas." Además ha tenido encuentros con dirigentes comunitarios y religiosos para que comprendan el problema y puedan ser aliados en el cambio de conciencia.
Es el rostro visible de la campaña "¡No quiero!" que realizan conjuntamente las ONG: Amnistía Internacional, Save the Children, Entreculturas y Mundo Cooperante, unidas en combatir que "cada año, se casan más de 12 millones de niñas más. De los 1.100 millones de niñas que habitan hoy el planeta, más de un 20% (220 millones) se casará antes de cumplir los 18".
Su vida ha cambiado al convertirse en la defensora de las niñas casadas y activista contra el matrimonio infantil.
Entre sus sueños se encuentran continuar el colegio, estudiar enfermería y convertirse en "una campeona contra el matrimonio infantil".
Está casada y tiene dos hijos: una niña, Hasanatu y un niño, Abdullah.